# Sebastian Wolsch
Sebastian Wolsch (* 14. April 1984 in Bad Muskau) ist ein ehemaliger deutscher Eishockeyspieler, der seit 2019 im Nachwuchsbereich seines Heimatvereins ES Weißwasser als Trainer tätig ist.

## Karriere
Sebastian Wolsch entstammt dem Nachwuchs der Lausitzer Füchse, bei denen er das Eishockeyspiel erlernte und die Nachwuchsmannschaften durchlief. Vor seinem Wechsel zum EV Weiden spielte er für die Jungfüchse in der DNL (2001/02; in 36 Spielen 28 Tore und 19 Assists) und in der Regionalliga (2002/03).
In seinem ersten Jahr in Weiden spielte der damals 19-Jährige in der Juniorenbundesliga (in 27 Spielen 24 Tore) und feierte sein Debüt in der 2. Bundesliga. In der folgenden Spielzeit gehörte er fest zum Kader der Profimannschaft und konnte sein erstes Bundesligator erzielen, absolvierte aber noch 13 Spiele in der Juniorenmannschaft. Der EV Weiden stieg am Ende der Saison in die Oberliga ab. Daher spielte Wolsch nun für ein Jahr in der Oberliga, meist in der dritten Reihe mit Marcel Waldowsky und Lukas Hausmanninger. Durch die Verletzung von Michael Fendt spielte Sebastian Wolsch zeitweise in der ersten Reihe mit Tom Herman und Antti Karhula, wovon er sehr profitierte und seine Spielerstatistik deutlich verbessern konnte. In 55 Spielen in Vor-, Meisterrunde und Play-offs erzielte er 19 Tore und 22 Assists – er selbst bezeichnet das Erreichen der Oberliga-Play-offs als seinen bisher größten Erfolg.
Um eine konkurrenzfähige vierte Reihe für die Spielzeit 2006/07 aufstellen zu können, verpflichtete der Manager der Eislöwen, Jan Tabor, den 22-Jährigen im Sommer 2006 aufgrund seiner großen, kräftigen Statur, seiner Zweitligaerfahrung und seiner starken Saison in der Oberliga. Sebastian Wolsch bildete zusammen mit Kilian Glück und Michael Schmerda den vierten Angriffsblock der Eislöwen, der regelmäßig Eiszeit bekam. Aufgrund des Abstiegs der Eislöwen wurde sein Vertrag in Dresden nicht verlängert und Wolsch wechselte zurück nach Weiden.
Ab der Saison 2008/09 spielte Wolsch beim EV Landsberg 2000 als Stürmer. In der Saison 2009/10 erhielt er einen Zweijahresvertrag und war nicht nur als Spieler tätig, sondern arbeitete auch als Co-Trainer der Knabenmannschaft und koordinierte die Trainer der Nachwuchsabteilungen.
Nach zwei Jahren in Landsberg wechselte Wolsch im Sommer 2010 zum EV Füssen. Er wird dort in der Saison 2010/11 für die Oberligamannschaft spielen, vorwiegend in der Defensive. Außerdem wird der Trainer-B-Schein-Inhaber im Nachwuchsbereich der Jungleoparden als Übungsleiter tätig sein.
Bereits Mitte April 2011 unterschrieb Wolsch einen neuen Zwei-Jahres-Vertrag beim EV Füssen. Wolsch hatte mehrere Angebote, auch aus der 2. Bundesliga (Lausitzer Füchse) vorliegen, doch letztendlich entschied er sich erneut für den EV Füssen, wo er nicht nur als Aktivposten der Oberligamannschaft fungierte, sondern zudem auch noch das neue Trainerteam Markus Gmeiner und Peter Franke als Co-Trainer der DNL-Mannschaft Young Leopards unterstütze.
Nach dem Auslaufen seines Vertrages wechselte Wolsch zum EHC Bayreuth, für welchen er in den Spielzeiten 2013/14 und 2014/15 die Schlittschuhe schnürte. Nach Beginn der Saison 2015/16 kam es allerdings zu Unstimmigkeiten zwischen Verein und Spieler, weshalb Wolsch während der Saison den Blue Devils Weiden wechselte.
Ab der Spielzeit 2016/17 lief Sebastian Wolsch für den EV Regensburg in der Oberliga Süd auf und verließ den Club im Sommer 2018. Anschließend agierte er bis Ende Dezember 2018 als Spieler und Trainer des EHC Waldkraiburg. Seine letzte Station als Spieler war der EV Pegnitz, für den er in der Relegation der Bayernliga spielte.
2019 beendete er seine Karriere und wurde Cheftrainer des Nachwuchsbereiches von Eissport Weißwasser.

## Statistik
(Legende zur Spielerstatistik: Sp oder GP = absolvierte Spiele; T oder G = erzielte Tore; V oder A = erzielte Assists; Pkt oder Pts = erzielte Scorerpunkte; SM oder PIM = erhaltene Strafminuten; +/− = Plus/Minus-Bilanz; PP = erzielte Überzahltore; SH = erzielte Unterzahltore; GW = erzielte Siegtore; 1 Play-downs/Relegation; Kursiv: Statistik nicht vollständig)